# Amphiarius
Amphiarius es un género de peces actinopeterigios marinos, distribuidos por aguas de la costa occidental del océano Atlántico, en América del Sur.

## Especies
Existen solamente dos especies reconocidas en este género:
- Amphiarius phrygiatus (Valenciennes, 1840)
- Amphiarius rugispinis (Valenciennes, 1840)